# Краснокутский, Даниил Михайлович
Даниил Михайлович Краснокутский (1904—1987) — гвардии генерал-майор артиллерии Советской Армии, участник советско-финской и Великой Отечественной войн.

## Биография
Родился 30 декабря 1904 года в деревне Кривая Руда Криворудской волости Хорольского уезда Полтавской губернии (ныне Семеновского районаПолтавской области Украины).
В октябре 1923 года он был призван на службу в Рабоче-крестьянскую Красную Армию.
В 1926 году он окончил Сумскую военную пехотную школу имени М.В. Фрунзе, в 1931 году — Московскую артиллерийскую школу, в 1937 году — артиллерийские курсы усовершенствования командного состава. Служил на командных должностях в пехотных и артиллерийских частях Красной Армии.
Участвовал в боях советско-финской войны, будучи начальником штаба 70-го гаубичного артиллерийского полка.
С июля 1940 года - командир 260-го гаубичного артиллерийского полка Ленинградского военного округа.

### Период Великой Отечественной войны
Начало Великой Отечественной войны встретил в прежней должности. Участвовал в обороне Ленинграда. С февраля по июль 1942 года - начальник артиллерии 291-й стрелковой дивизии. С июля по октябрь 1942 года - начальник артиллерии 20-й стрелковой дивизии войск НКВД СССР.
С октября 1942 по январь 1943 года - заместитель командующего артиллерией 67-й армии Ленинградского фронта. Под его руководством артиллерийские части участвовали в обороне Ленинграда, боях на Невском пятачке, охране «Дороги жизни», прорыве блокады Ленинграда.
После прорыва блокады 30 января 1943 года полковник Даниил Краснокутский был назначен на должность командира 28-й артиллерийской дивизии, а с 6 июля 1943 года командовал 13-й артиллерийской дивизией Резерва Главного Командования. Под его командованием дивизия участвовала в Курской битве, битве за Днепр, освобождении Киева. 28 сентября 1943 года Краснокутскому было присвоено воинское звание генерал-майора артиллерии.
С 20 сентября 1944 года - командир 31-й артиллерийской дивизии прорыва. Во главе её он участвовал в освобождении Польши, Чехословакии, боях в Германии.

### Послевоенная карьера
После окончания войны до июля 1947 года продолжал командовать 31-й артиллерийской дивизией прорыва. С июля 1947 по апрель 1950 года - командир 9-й гвардейской пушечной артиллерийской дивизии. С апреля 1950 по октябрь 1951 года - командир 5-й гвардейской кадровой пушечной дивизии. С октября 1951 года находился в распоряжении главкома артиллерии. В октябре 1952 года окончил Высшие академические курсы при Военной академии Генерального штаба. С октября 1952 по 5 ноября 1953 года - командир 8-го артиллерийского корпуса.
5 ноября 1953 года уволен в запас. Проживал в Киеве, выступил военным консультантом снятого на Киностудии им. Довженко фильма «Ребёнок».
Умер 8 мая 1987 года, похоронен на Лукьяновском военном кладбище Киева.
Был награждён двумя орденами Ленина, пятью орденами Красного Знамени, орденами Кутузова 2-й степени, Александра Невского, Отечественной войны 1-й степени и Красной Звезды, рядом медалей и иностранных наград.